# Alexandru Boiciuc
Alexandru Boiciuc (n. 21 august 1997, Chișinău, Republica Moldova) este un fotbalist moldovean, care joacă pe post de atacant la CSA Steaua București în Liga a II-a. Pe plan internațional, are prezențe la națională pentru Moldova U-21, Republica Moldova și Moldova U-19. din Liga a II-a. Face parte și din lotul echipei naționale de tineret a Moldovei.